# ایدرین لنکس
اِیدریـِن لِنِکس (انگلیسی: Adriane Lenox؛ زادهٔ ۱۱ سپتامبر ۱۹۵۶) یک هنرپیشه اهل ایالات متحده آمریکا است.
او در سال ۲۰۰۵ میلادی برندهٔ جایزه تونی در شاخهٔ «بهترین اجرای نقش اول زن در نمایش» شد.
از فیلم‌های معروف او می‌توان به بازی در ناله مار سیاه، دوقلوهای اسکلت اشاره کرد.